# Kościół Najświętszej Maryi Panny Matki Zbawiciela w Mikołowie
Kościół Najświętszej Maryi Panny Matki Zbawiciela – rzymskokatolicki kościół parafialny należący do dekanatu Mikołów archidiecezji katowickiej.
Obecna świątynia powstała jako sala teatralno-sportowa przy domu zakonnym i gimnazjum należącym do zgromadzenia salwatorianów wybudowanych w latach 1931-1933. Po zakończeniu II wojny światowej i zmianie sytuacji politycznej przełożeni salwatorianów rozpoczęli starania o pozwolenie na prowadzenie samodzielnego punktu duszpasterskiego. Kaplica została urządzona we wspomnianej wyżej sali teatralno–sportowej. W dniu 15 stycznia 1951 roku biskup Stanisław Adamski erygował nową parafię i ustanowił również jej pierwszego proboszcza – księdza Wojciecha Olszówkę. W 1957 roku zostały zamontowane dwa boczne ołtarze, z lewej strony poświęcony św. Barbarze, z prawej poświęcony Najświętszemu Sercu Pana Jezusa i posiadający figurę św. Małgorzaty Marii Alacoque. Następnym etapem adaptacji kaplicy było położenie mozaiki poświęconej Najświętszej Maryi Pannie Matki Zbawiciela, umieszczonej w prezbiterium w 1967 roku.